# イデアルデュガゾー
イデアルデュガゾー（Idéal du Gazeau、1974年2月14日 - 1998年）は、フランスの繋駕速歩用競走馬である。タイプはトロッター、父はアレクシス、母はヴェニスデュガゾーで、スタンダードブレッドにフランスのトロッターの血が混じっている。全成績は101戦60勝、獲得賞金1536万9642フラン。主な勝ち鞍は1981,83年アメリカ賞、1981,82年エリトロップ等。1981,82,83年ワールドチャンピオン。
- 持ちタイム：1分13秒2/km